# ミッキーグローリー
ミッキーグローリー（Mikki Glory）は、日本の競走馬。主な勝ち鞍は2018年の京成杯オータムハンデキャップ(GIII)、2019年の関屋記念(GIII)。

## 経歴
2013年4月3日、北海道新ひだか町の岡田スタッドで誕生。後に550kg超に成長する馬体は生まれた時から雄大で、牧場での評価は高かった。同年のセレクトセール当歳馬市場において野田みづきによって6800万円(税抜)で落札され。
美浦・国枝栄厩舎に入厩。なお、外厩はノーザンファーム天栄を利用している。
2015年8月にデビュー。2016年2月にデビュー3戦目で初勝利を挙げ、同年4月には2勝目を挙げたが、その後脚部不安のため約1年半の長期休養を強いられ、出世は遅れた。
2018年7月の阿武隈ステークス(1600万下)で1着となりオープン入りすると、昇格初戦の京成杯オータムハンデキャップでは鞍上にクリストフ・ルメールを配して1番人気に推され、中団追走から直線で突き抜けて初の重賞勝ちを収める。次戦は初のG1挑戦となるマイルチャンピオンシップに出走し、後方からメンバー中最速の上がり3F33秒4の末脚で追い込んで勝ち馬ステルヴィオから0秒2差の5着に入った。
2019年は3月に第1指骨の剥離骨折が判明し、復帰が夏までずれ込んだ。復帰戦の関屋記念では9ヶ月の休み明けながら1番人気に推され、後方待機から上がり3F32秒2の豪脚で一気に先行勢を交わしさって重賞2勝目を挙げた。その後、前年5着のマイルチャンピオンシップを目標に調整を続けていたが、9月10日、右前脚に屈腱炎を発症し引退することが公表された。9月15日付で競走馬登録を抹消、2020年から北海道新ひだか町のレックススタッドで種牡馬となる。

## 競走成績
以下の内容は、netkeiba.comの情報に基づく。
| 競走日     | 競馬場 | 競走名        | 格       | 距離（馬場）  | 頭 数 | 枠 番 | 馬 番 | オッズ （人気） | 着順 | タイム （上がり3F） | 着差 | 騎手        | 斤量 [kg] | 1着馬（2着馬）         | 馬体重 [kg] |
| ---------- | ------ | ------------- | -------- | ------------- | ----- | ----- | ----- | --------------- | ---- | ------------------- | ---- | ----------- | --------- | ---------------------- | ----------- |
| 2015.08.08 | 新潟   | 2歳新馬       |          | 芝1600m（良） | 16    | 7     | 14    | 003.00（2人）   | 03着 | R1:36.6（34.2）     | -0.9 | 0北村宏司   | 54        | ウインミレーユ         | 500         |
| 2016.01.11 | 中山   | 3歳未勝利     |          | 芝1600m（良） | 16    | 7     | 14    | 009.00（6人）   | 02着 | R1:36.9（34.8）     | -0.1 | 0蛯名正義   | 56        | メイデンホール         | 500         |
| 0000.02.07 | 東京   | 3歳未勝利     |          | 芝1400m（良） | 16    | 3     | 5     | 001.60（1人）   | 01着 | R1.23.2（34.1）     | -0.5 | 0蛯名正義   | 56        | （インジャスティス）   | 514         |
| 0000.03.05 | 中山   | 黄梅賞        | 500万下  | 芝1600m（良） | 9     | 8     | 9     | 003.70（2人）   | 03着 | R1:35.7（34.4）     | -0.2 | 0蛯名正義   | 56        | サーブルオール         | 516         |
| 0000.04.03 | 中山   | 3歳500万下    |          | 芝1600m（良） | 16    | 6     | 12    | 003.00（2人）   | 01着 | R1:34.4（35.7）     | -0.0 | 0北村宏司   | 56        | （ショコラーチ）       | 518         |
| 2017.09.16 | 中山   | 古作特別      | 500万下  | 芝1600m（良） | 16    | 7     | 14    | 008.40（4人）   | 06着 | R1:33.7（35.7）     | -0.4 | 0北村宏司   | 57        | コスモヨハネ           | 542         |
| 0000.10.14 | 新潟   | 3歳上500万下  |          | 芝1800m（良） | 16    | 2     | 3     | 002.90（1人）   | 01着 | R1:46.1（33.5）     | -0.1 | 0杉原誠人   | 57        | （ビービーブレスユー） | 542         |
| 0000.12.17 | 中山   | 3歳上1000万下 |          | 芝1600m（良） | 16    | 5     | 10    | 002.30（1人）   | 01着 | R1:34.1（34.8）     | -0.5 | 0H.ボウマン | 57        | （ゴールドサーベラス） | 544         |
| 2018.05.27 | 東京   | むらさき賞    | 1600万下 | 芝1800m（良） | 15    | 7     | 13    | 005.00（2人）   | 03着 | R1:45.4（33.7）     | -0.0 | 0C.ルメール | 56        | エアウィンザー         | 546         |
| 0000.07.07 | 福島   | 阿武隈S       | 1600万下 | 芝1800m（稍） | 13    | 3     | 3     | 002.30（1人）   | 01着 | R1:47.9（36.3）     | -0.3 | 0内田博幸   | 56        | （エマノン）           | 542         |
| 0000.09.09 | 中山   | 京成杯AH      | GIII     | 芝1600m（良） | 15    | 6     | 10    | 003.30（1人）   | 01着 | R1:32.4（33.5）     | -0.1 | 0C.ルメール | 55        | （ワントゥワン）       | 550         |
| 0000.11.18 | 京都   | マイルCS      | GI       | 芝1600m（良） | 18    | 5     | 10    | 018.40（8人）   | 05着 | R1:33.5（33.4）     | -0.2 | 0戸崎圭太   | 57        | ステルヴィオ           | 554         |
| 2019.08.11 | 新潟   | 関屋記念      | GIII     | 芝1600m（良） | 17    | 7     | 13    | 003.80（1人）   | 01着 | R1:32.1（32.2）     | -0.1 | 0C.ルメール | 56        | （ミエノサクシード）   | 554         |

## 種牡馬成績

### 主な産駒

#### 地方重賞優勝馬
- 2021年産
  - ワラシベチョウジャ（2023年ネクストスター笠松）[11]

## 血統表
| ミッキーグローリーの血統        | ミッキーグローリーの血統                               | ミッキーグローリーの血統                        | （血統表の出典）                                | （血統表の出典） |
| 父系                            | サンデーサイレンス系                                   | サンデーサイレンス系                            | サンデーサイレンス系                            | [ § 2 ]          |
| 父 ディープインパクト 2002 鹿毛 | 父の父*サンデーサイレンス Sunday Silence 1986 青鹿毛   | Halo                                            | Hail to Reason                                  | Hail to Reason   |
| 父 ディープインパクト 2002 鹿毛 | 父の父*サンデーサイレンス Sunday Silence 1986 青鹿毛   | Halo                                            | Cosmah                                          |                  |
| 父 ディープインパクト 2002 鹿毛 | 父の父*サンデーサイレンス Sunday Silence 1986 青鹿毛   | Wishing Well                                    | Understanding                                   | Understanding    |
| 父 ディープインパクト 2002 鹿毛 | 父の父*サンデーサイレンス Sunday Silence 1986 青鹿毛   | Wishing Well                                    | Mountain Flower                                 |                  |
| 父 ディープインパクト 2002 鹿毛 | 父の母*ウインドインハーヘア Wind in Her Hair 1991 鹿毛 | Alzao                                           | Lyphard                                         | Lyphard          |
| 父 ディープインパクト 2002 鹿毛 | 父の母*ウインドインハーヘア Wind in Her Hair 1991 鹿毛 | Alzao                                           | Lady Rebecca                                    |                  |
| 父 ディープインパクト 2002 鹿毛 | 父の母*ウインドインハーヘア Wind in Her Hair 1991 鹿毛 | Burghclere                                      | Busted                                          | Busted           |
| 父 ディープインパクト 2002 鹿毛 | 父の母*ウインドインハーヘア Wind in Her Hair 1991 鹿毛 | Burghclere                                      | Highclere                                       |                  |
| 母 メリッサ 2004 鹿毛           | 母の父*ホワイトマズル White Muzzle 1990 鹿毛           | *ダンシングブレーヴ                             | Lyphard                                         | Lyphard          |
| 母 メリッサ 2004 鹿毛           | 母の父*ホワイトマズル White Muzzle 1990 鹿毛           | *ダンシングブレーヴ                             | Navajo Princess                                 |                  |
| 母 メリッサ 2004 鹿毛           | 母の父*ホワイトマズル White Muzzle 1990 鹿毛           | Fair of the Furze                               | Ela-Mana-Mou                                    | Ela-Mana-Mou     |
| 母 メリッサ 2004 鹿毛           | 母の父*ホワイトマズル White Muzzle 1990 鹿毛           | Fair of the Furze                               | Autocratic                                      |                  |
| 母 メリッサ 2004 鹿毛           | 母の母ストーミーラン 1991 鹿毛                         | *トニービン                                     | *カンパラ                                       | *カンパラ        |
| 母 メリッサ 2004 鹿毛           | 母の母ストーミーラン 1991 鹿毛                         | *トニービン                                     | Severn Bridge                                   |                  |
| 母 メリッサ 2004 鹿毛           | 母の母ストーミーラン 1991 鹿毛                         | ウインドオブサマー                              | *ノーザリー                                     | *ノーザリー      |
| 母 メリッサ 2004 鹿毛           | 母の母ストーミーラン 1991 鹿毛                         | ウインドオブサマー                              | アイレバース                                    |                  |
| 母系(F-No.)                     | 3号族(FN:l-l)                                          | 3号族(FN:l-l)                                   | 3号族(FN:l-l)                                   | [ § 3 ]          |
| 5代内の近親交配                 | Lyphard4×4＝12.50%、Northern Dancer5×5×5＝9.38%        | Lyphard4×4＝12.50%、Northern Dancer5×5×5＝9.38% | Lyphard4×4＝12.50%、Northern Dancer5×5×5＝9.38% | [ § 4 ]          |
| 出典                            | 1. 2. 3. 4.                                            | 1. 2. 3. 4.                                     | 1. 2. 3. 4.                                     | 1. 2. 3. 4.      |

- 母メリッサは2010年北九州記念の勝ち馬[3]。
- 全弟カツジは2018年ニュージーランドトロフィー、2020年スワンステークスの勝ち馬[3]。
- 5代母サンマリノは、天皇賞（秋）、有馬記念などを制した名牝ガーネツトの全妹にあたる[3]。
- 9代母フロリスト（競走馬名フロラーカツプ）は1924年の帝室御賞典勝ち馬。
- さらに牝系を遡ると、小岩井農場の基礎輸入牝馬の1頭であるフロリースカツプにたどり着く。